# Петик-Лоуренс, Эммелин
Баронесса Эммелин Петик-Лоуренс (21 октября 1867 — 11 марта 1954) — британская суфражистка и активистка за права женщин.

## Ранние годы
Леди Петик-Лоуренс родилась в Бристоле. Её отец был бизнесменом. Она была второй из 13 детей, и была отправлена в школу-интернат в возрасте восьми лет.

## Карьера и замужество
С 1891 по 1895 год Петик работала «сестрой народа» в Западно-Лондонской миссии методистской церкви в Кливленд-холле, недалеко от Фицрой-сквер. Она помогала Мэри Нил управлять женским клубом в миссии. Осенью 1895 года они покинули миссию, чтобы совместно основать клуб «Espérance» для молодых женщин и девушек. По задумке там они могли бы заниматься танцами и играть в импровизированном театре, что не приветствовалось сторонниками миссии. Петик также открыла «Maison Espérance» — швейный кооператив с минимальной зарплатой, восьмичасовым рабочим днём и праздничными выходными днями.
Петик вышла замуж за Фредерика Лоуренса в 1901 году после того, как он изменил свои политические взгляды в сторону либерализма. Пара взяла совместную фамилию Петик-Лоуренс и держала отдельные банковские счета, чтобы оставаться независимыми.

## Активизм

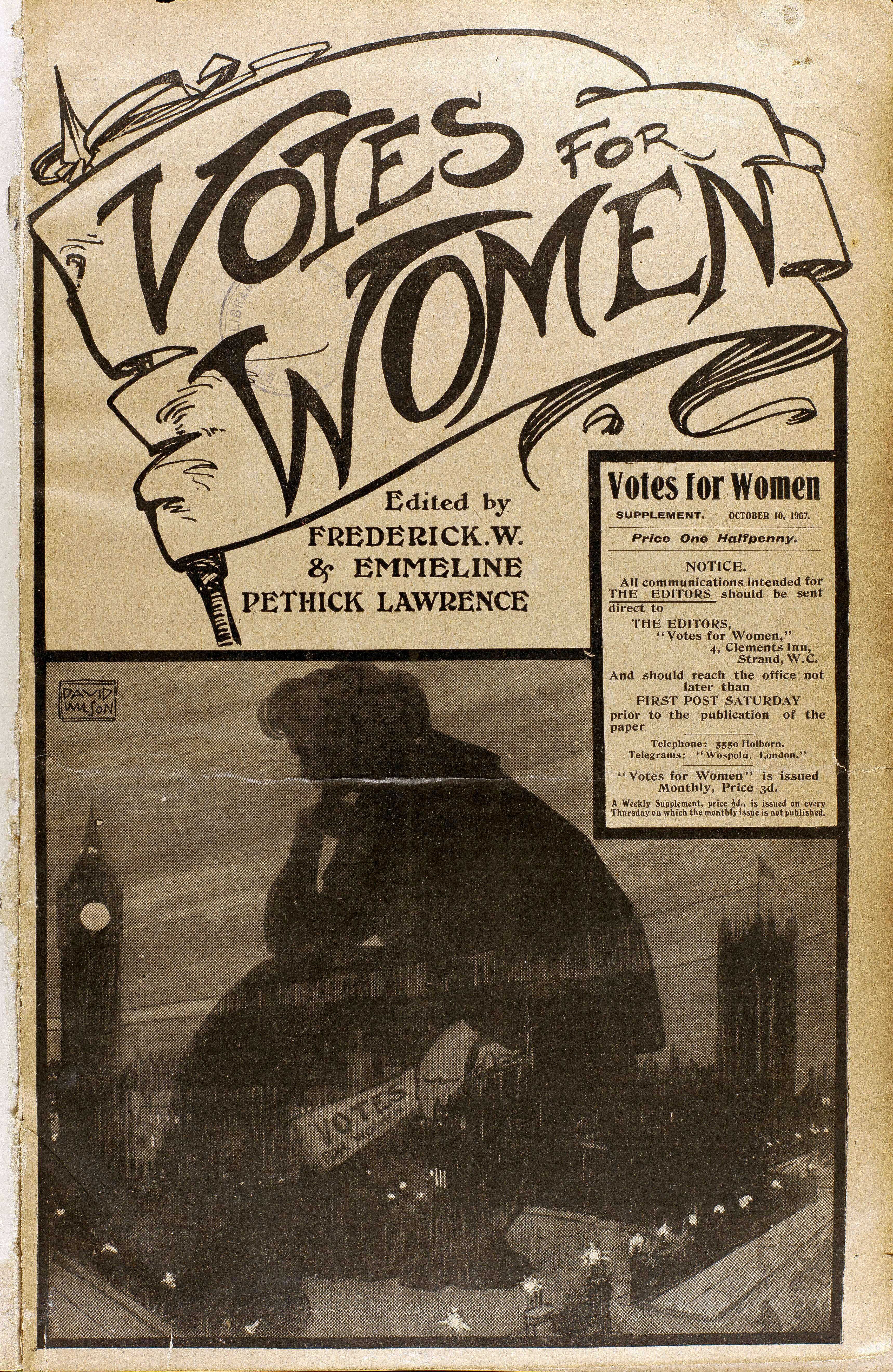
Голоса для женщин, газета суфражисток, основанная Петик-Лоуренс

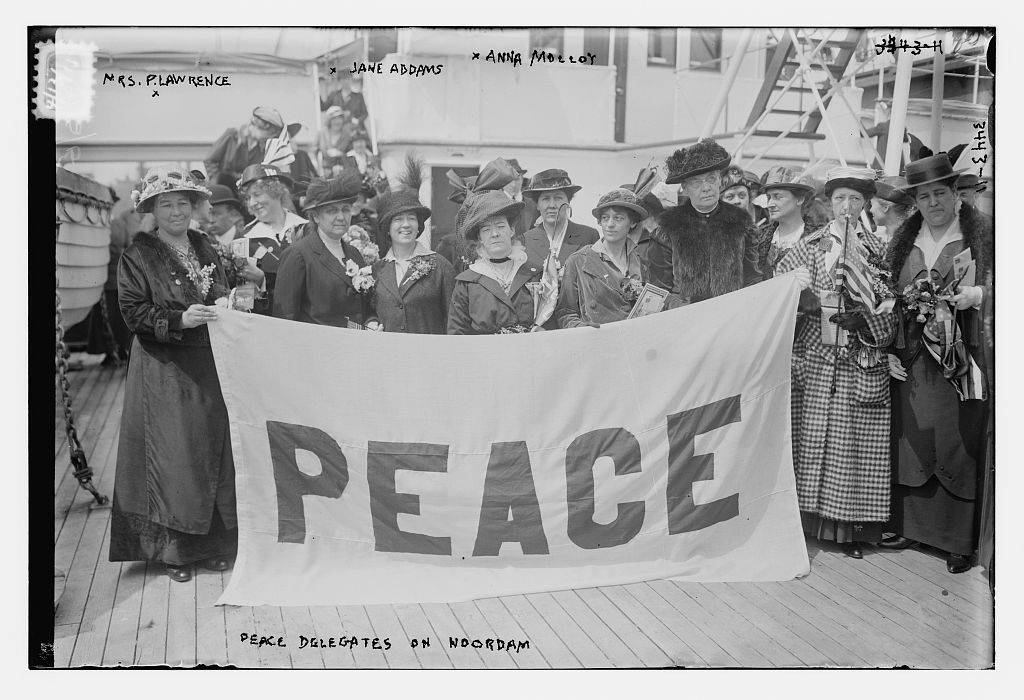
Петик-Лоуренс (слева) с членами Международного женского конгресса в Гааге в 1915 году, в том числе Джейн Аддамс и Энни Мэллой

Петик-Лоуренс была членом Общества суфражисток и была представлена Эммелин Панкхёрст в 1906 году. После этого её назначили казначеем Женского социального и политического союза (WSPU), основанный Панкхёрст в 1903 году, и собрала £134,000 в течение шести лет. Петик-Лоуренс присутствовала на ряде мероприятий с Панкхёрст, включая попытку прорыва в здание Парламента для разговора с премьер-министром в конце июня 1908 года, вместе с Джесси Стивенсон, Флоренс Хейг, Мод Иоахим и Мэри Филлипс. Женщины были задержаны, что впоследствии породило практику жестокого обращения с женщинами-протестующими и ряд арестов.

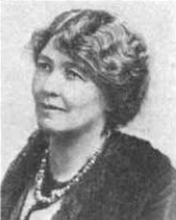
Эммелин Петик-Лоуренс, 1921

Петик-Лоуренс вместе с мужем основала издание Голоса для женщин в 1907 году. Семейная пара была арестована и заключена в тюрьму в 1912 году за организацию заговора, ставшего причиной демонстраций с разбиванием окон, несмотря на то, что Петик-Лоуренс не поддерживали агрессивную форму действий Союза. После освобождения из тюрьмы, Петик-Лоуренс были бесцеремонно вытеснены из WSPU недавними друзьями — Эммелин Панкхёрст и её дочерью Кристабель. Последние были не готовы терпеть продолжающееся несогласие с более радикальными формами активизма среди членов своей организации. А Петик-Лоуренс присоединились к Объединению суфражистов. В 1938 году Петик-Лоуренс опубликовала свои мемуары, в которых рассматривает радикализацию движения за избирательное право непосредственно перед Первой мировой войной. Также она участвовала в создании Суфражистского братства с Эдит Хау-Мартин, где занималась документооборотом движения. В 1945 году она стала Леди Петик-Лоуренс, когда её муж получил титул барона.

## Признание
Имя и фотография Петик-Лоуренс (а также 58 других сторонников женского избирательного права) увековечены на постаменте статуи Миллисент Фосетт на Парламентской площади в Лондоне, открытой в 2018 году.

## Фонды и организации
- Espérance Club (клуб для занятий танцами и театром для девушек и женщин)
- Гильдия храбрых бедняг (организация поддержки мальчиков-инвалидов)
- Независимая рабочая партия
- Киббо Кифт (пацифистская организация творческого досуга)
- Западно-Лондонская миссия Методисткой церкви
- Международная женская лига
- Женский социально-политический союз